# سونداریا راجینیکانث
ساونداریا راجینیکانت (متولد Shaku Bai Rao Gaikwad؛ ۲۰ سپتامبر ۱۹۸۴) یک طراح گرافیک، تهیه‌کننده فیلم و کارگردان هندی است که عمدتاً در صنعت فیلم تامیل کار می‌کند. او بنیانگذار و مالک Ocher Picture Productions است. سونداریا کار خود را در فیلم به عنوان یک طراح گرافیک آغاز کرد. او با گوا (۲۰۱۰) تهیه‌کننده فیلم شد. او اولین کار خود را به عنوان کارگردان با فیلم کوچادایان (۲۰۱۴) انجام داد.
ساونداریا راجینیکانث، متولد شاکو بای رائو گایکواد تحصیلات دوران کودکی خود را در مدرسه متوسطه عالی اشرام در ولاچری، چنای گذراند. سونداریا دختر کوچکتر راجینیکانت است. او یک خواهر بزرگتر به نام آیشواریا راجینیکانث دارد.
سونداریا در ۳ سپتامبر ۲۰۱۰ در سالن رانی میامای در چنای با آشوین رامکومار که یک صنعتگر بود ازدواج کرد. این زوج یک پسر دارند که در ۶ مه ۲۰۱۵ به دنیا آمد در سپتامبر ۲۰۱۶، سونداریا فاش کرد که او و همسرش به دلیل اختلافات آشتی ناپذیر، با توافق دوجانبه درخواست طلاق داده‌اند. در جولای ۲۰۱۷، این زوج رسماً از هم جدا شدند.
او در ۱۱ فوریه ۲۰۱۹ در کاخ لیلا در چنای با ویشگان وانانگامودی، بازیگر و تاجر ازدواج کرد. پسر آنها «ویر» در سال ۲۰۲۲ به دنیا آمد

## فیلم‌شناسی
| سال  | فیلم                | یادداشت                                                    |
| ---- | ------------------- | ---------------------------------------------------------- |
| ۱۹۹۹ | پادایاپا            | طراح گرافیک (فقط طرح عنوان)                                |
| ۲۰۰۲ | بابا                | طراح گرافیک (فقط دنباله عنوان)                             |
| ۲۰۰۵ | چاندراموخی          | طراح گرافیک (فقط دنباله عنوان)                             |
| ۲۰۰۵ | آنبه آروییر         | طراح گرافیک                                                |
| ۲۰۰۵ | سیواکاسی            | طراح گرافیک                                                |
| ۲۰۰۵ | ماجا                | طراح گرافیک                                                |
| ۲۰۰۵ | سانداکوژی           | طراح گرافیک                                                |
| ۲۰۰۷ | چنای ۶۰۰۰۲۸         | طراح گرافیک                                                |
| ۲۰۰۷ | سیواجی              | طراح گرافیک (فقط دنباله عنوان)                             |
| ۲۰۰۸ | کوسلان              | بازیگر؛ حضور کوتاه در آهنگ «سینما سینما»                   |
| ۲۰۱۰ | گوا                 | تهیه‌کننده                                                  |
| ۲۰۱۴ | کوچاداییان          | کارگردان، طراح گرافیک؛ حضور ویژه در "Engae Pogutho Vaanam" |
| ۲۰۱۷ | فارغ‌التحصیل بیکار ۲ | کارگردان                                                   |

### سری وب
| سال | عنوان        | یادداشت       | مرجع   |
| --- | ------------ | ------------- | ------ |
| TBA | پونیین سلوان | کارگردان خلاق | [ ۱۱ ] |